# Рэнди, Джеймс
Джеймс Рэ́нди (англ. James Randi), настоящее имя — Рэ́ндалл Джеймс Хэ́милтон Цви́нге (англ. Randall James Hamilton Zwinge; 7 августа 1928, Торонто, Канада — 20 октября 2020, Плантейшен, Флорида, США) — канадско-американский иллюзионист и научный скептик, писатель. Являлся одним из основателей Комитета по научному расследованию заявлений о паранормальных явлениях и основателем Образовательного фонда Джеймса Рэнди (англ. JREF), известный участник движения Брайтс.

## Биография
Рэнди родился в 1928 году в Канаде и был старшим ребёнком в трёхдетной семье. После велосипедной аварии мальчик 13 месяцев провёл в гипсе, и хотя врачи утверждали, что он никогда не будет ходить, он оправился, опровергнув все пессимистические прогнозы. Тогда же, оправляясь от травмы, Рэнди прочёл много литературы и заинтересовался иллюзионизмом. В 17 лет он бросил учёбу и начал выступать фокусником в дорожных представлениях. Позже, работая в филиппинских ночных клубах и в Японии, Рэнди стал свидетелем множества трюков, которые исполнявшие их иллюзионисты преподносили как чудеса.
Профессиональную деятельность иллюзиониста Рэнди начал в 1946 году. Изначально он представлялся как Рэндалл Цвинге, однако затем начал работать под сценическим псевдонимом The Amazing Randi (букв.: "Удивительный Рэнди"). 
В 1956 году он появился в одном из выпусков передачи "The Today Show", в середине 1960-х вёл передачу "The Amazing Randi Show" на нью-йоркском радио, а в конце 1960-х и первой половине 1970-х в качестве иллюзиониста участвовал в ряде американских телепрограмм. Во время тура Элиса Купера (1973—1974) Рэнди исполнял на сцене роль дантиста и палача, а также выступил создателем части сценического реквизита, в том числе гильотины.
С 1970-х годов Рэнди занимался публичным разоблачением сообщений о паранормальных явлениях, чудесах, экстрасенсорных способностях.
Из получивших наиболее широкий резонанс можно назвать историю 1972 года, когда Рэнди выступил против находившегося в этот момент в зените славы Ури Геллера (его коронный номер — сгибание ложки силой одного лишь взгляда), заявил, что сгибание ложки — обыкновенный трюк и проконсультировал персонал телестудии, где должен был выступать Геллер, как исключить возможность обмана. Впоследствии Рэнди не раз выступал с разоблачениями Геллера как шарлатана, Геллер 19 раз публично угрожал Рэнди судебным иском, в шести случаях иски действительно подавались и дошли до суда, но ни в одном случае Геллеру не удалось получить с Рэнди даже самой малой суммы денег или иного возмещения.
В 1970-х годах Рэнди принял приглашение принять участие в организации и работе Комитета по научному расследованию заявлений о паранормальных явлениях. В 1983 году Рэнди публично заявил, что по его инициативе двое его коллег — профессиональных иллюзионистов, — проникли в так называемую «пси-лабораторию» в Сент-Луисе в качестве подопытных, прошли там проверку, и их мнимые экстрасенсорные способности были признаны настоящими. Лаборатория с многомиллионным бюджетом осуществляла проект по исследованию телекинеза, телепатии и других паранормальных способностей, исследователи утверждали, что методика тестирования совершенна и обмануть их невозможно. Рэнди насмехался над «учёными», которые даже не смогли отличить подставных фокусников от экстрасенсов. После этого скандала в США были свёрнуты многие программы финансирования исследований паранормальных явлений.
Рэнди является автором нескольких книг. Так, в своей книге 1982 года "The Truth About Uri Geller" он подвергает сомнению паранормальные способности Ури Геллера и утверждает, что трюк со сгибанием ложки может исполнить любой фокусник, используя определённые манипуляции. В 1992 году вышла его работа "Conjured", включающая в себя биографии нескольких известных иллюзионистов.
Джеймс Рэнди был болен раком: в июне 2009 года ему был поставлен диагноз: злокачественное новообразование толстого кишечника. В 2010 году он объявил, что лечение прошло успешно, и он теперь здоров.
Посмотрев фильм «Харви Милк», совершил каминг-аут как открытый гей в марте 2010 года.
Автор ряда книг, включая «Энциклопедию притязаний, мошенничеств и мистификаций оккультизма и сверхъестественного».

## Фонд Джеймса Рэнди

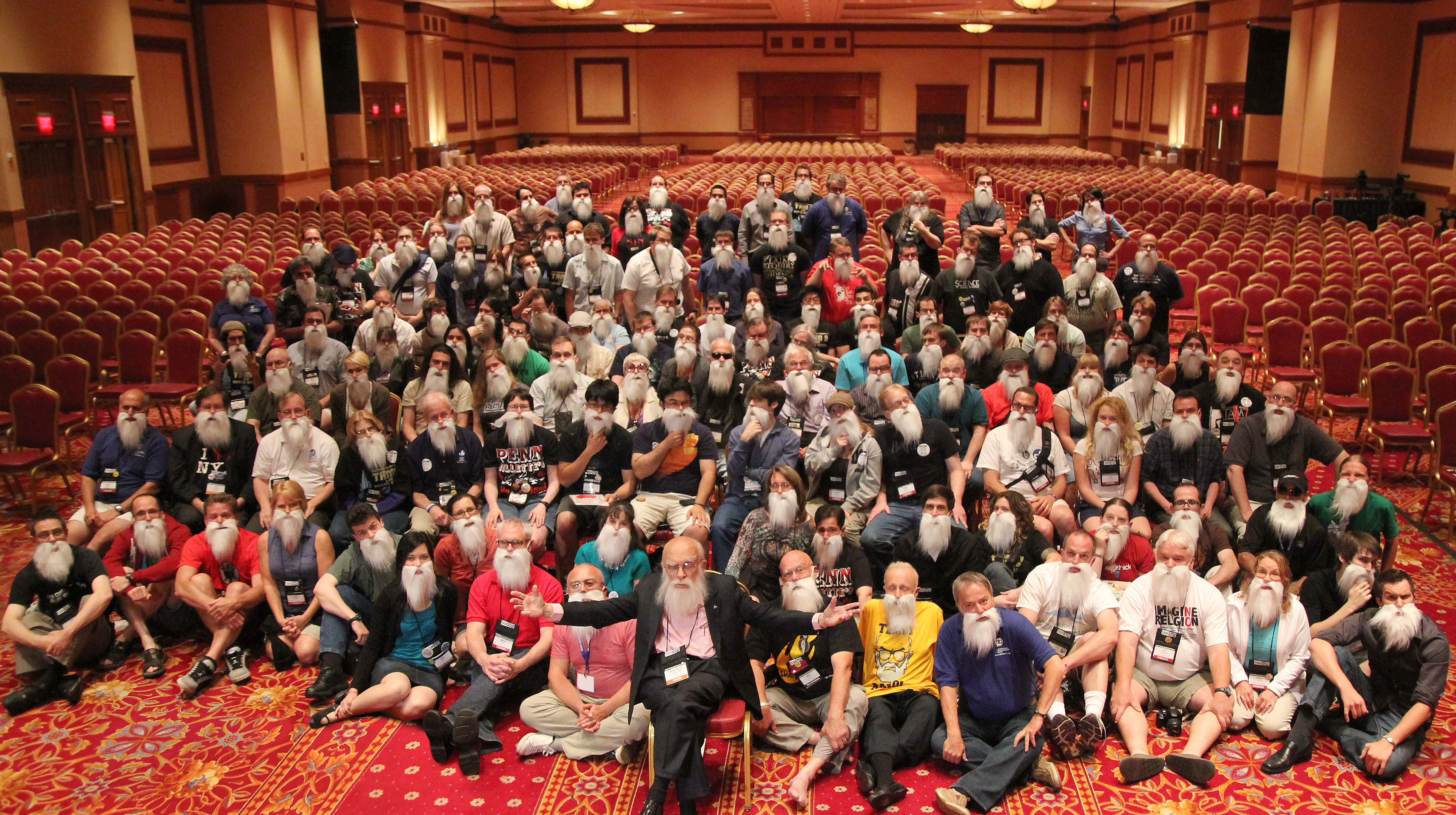
Фото «с бородой Джеймса Рэнди» группы IIG на 9-й встрече The Amaz!ng Meeting, 16.07.2011

В 1996 году уже бывший иллюзионист основал образовательный Фонд Джеймса Рэнди. Фонд поддерживает образовательные программы, направленные на формирование научного мировоззрения у молодёжи, издаёт литературу, оказывает помощь в создании учебных программ. Фонд ежегодно выплачивает премии общим размером в нескольких тысяч долларов США американским учащимся за лучшие работы, демонстрирующие научный потенциал автора и приложение критического подхода к выбранному научному направлению.
Также фонд занимается исследованием и проверкой сообщений о паранормальных явлениях. Фонд гарантирует любому, кто сумеет продемонстрировать любое умение экстрасенсорного, паранормального или сверхъестественного характера в условиях лабораторного контроля, приз в размере одного миллиона долларов. На сегодняшний день премию получить никому не удалось.

### Критика
Лили Блэк в книге «Все тайны экстрасенсов» отмечала:
Возможны два варианта: либо паранормальных способностей вовсе не существует, либо испытания в фонде Джеймса Рэнди организованы таким образом, что доказать наличие экстраординарных способностей практически невозможно…
Медиум Розмари Альтея в интервью на CNN высказала сомнение в том, что призовой фонд вообще существует, а значит, даже в случае победы деньги не будут выплачены.
Стюарт Гордон в своей книге «Энциклопедия паранормальных явлений» (стр. 377) отмечал:
Парапсихологи Гарольд Патхофф и Рассел Тарг нашли 24 фактических ошибки в отчете Рэнди на 28 страницах, посвященном проверкам в Стенфордском институте исследований (СИИ) сил Ури Геллера в связи с его книгой «Магия Ури Геллера». Обнаружилось, что «в каждом примере Рэнди, стараясь опровергнуть эксперименты СИИ, приходил к гипотезе существования «лазейки», которой на самом деле не было» <…> Его разрекламированные атаки на серьезные психические исследования в этой области продолжаются. Например, по своему последнему проекту «Альфа» он направил двух молодых людей, якобы обладающих пси-способностями, в лабораторию Макдоннела по экстрасенсорным исследованиям, и ученые, естественно, сделали заключения, устраивающие Рэнди.

## Влияние
- В честь Джеймса Рэнди назван астероид (3163) Рэнди[15].